# Социология революции
«Социология революции»  — книга классика социологии Питирима Александровича Сорокина.

## История создания книги

### Личность и творчество
Сорокин был активным участником событий революции 1917 года, стал депутатом Учредительного собрания, был видным деятелем в партии эсеров. После захвата власти большевиками Сорокин подвергся аресту за антибольшевистскую пропаганду. В конце октября 1918 года Сорокин написал открытое письмо в газету Северо-Двинского губисполкома «Крестьянские и Рабочие Думы» с отказом от членства в партии эсеров и решением отойти от политической деятельности. 20 ноября 1918 года письмо было перепечатано газетой «Правда», на публикацию которого обратил внимание В. И. Ленин. Он считал, что это не только «открытое и честное признание своей политической ошибки», но и демонстрация начавшегося поворота мелкой буржуазии и эсеров от враждебности к нейтральности в отношении большевиков.
После отхода от политики Сорокин сосредотачивается на научной и преподавательской деятельности: сотрудничал с Наркоматом просвещения, принимал участие в учебно-научных экспедициях. Он читает лекции в Петроградском университете, Психоневрологическом институте, Сельскохозяйственном институте, Институте народного хозяйства, на всевозможных «обучах», ликбезах. В 1920 году Сорокин публикует двухтомную «Систему социологии». Однако к Сорокину начинаются претензии властей. Уничтожается подготовленная к печати его книга «Голод как фактор».
Летом 1922 года в СССР прокатилась волна массовых арестов среди научной и творческой интеллигенции. Ленин поставил вопрос о необходимости контроля над содержанием обучения по общественным дисциплинам. «Буржуазную профессуру» стали постепенно отстранять от преподавания и от руководства наукой. Сорокину предложили покинуть страну. 23 сентября 1922 года Питирим Сорокин вместе с женой переезжает в Берлин, затем в Прагу.
В 1923 году в Праге на русском языке была издана книга «Социология революции». Сорокин переиздал её в США в 1925 году на английском языке. Книга имела большой успех и была переведена на японский, чешский и немецкий языки.
Тема социологии революции ранее затрагивалась Гоббсом. Томас Гоббс жил и творил в период английской революции. По мнению Гоббса, в период революции и гражданской войны наступает «война всех против всех», когда каждому угрожают все, когда каждый имеет право на всё по праву сильного, когда «человек человеку — волк». В своей книге Сорокин обобщил данные о новых революциях, неизвестных Гоббсу — Французской, Русской (в начале 20 века), Германской (1848 г.) и других.
Сорокин являлся непосредственным участником революционных событий, что обогатило книгу его личными оценками и воспоминаниями очевидца. В то же время, Сорокин рассматривал пережитую им революцию в контексте научного метода как объективное явление, практику, непосредственный опыт. Он ставил перед собой задачу объяснять не настоящее через знания о прошлом, а через наблюдение настоящего пытаться обобщить и понять многое из прошлого. В этом Сорокин видел большое значение Русской революции, результаты прямого наблюдения которой он обобщил для других революций, постарался выявить сходства и закономерности, присущи явлению «Революция».

### Логика осмысления революции
Научное осмысление революции Сорокин начал в 1917 году на страницах своих публицистических статей в газетах «Воля народа» и «Дело народа». В работах «Листки из русского дневника» (1924) и «Социология революции» (1925) он перешёл от публицистики на  революционную тему к социологическому анализу революции, продолжив его в классических работах «Социальная мобильность» (1927) и «Социальная и культурная динамика» (1937-1941). Таким образом была обозначена взаимосвязь концепции социологии революции с понятиями социальной стратификации, социальной мобильности и социокультурной динамики, ставшими ключевыми для теоретической системы П. Сорокина.

## Оценка книги Сорокина
Высокую оценку этой книги дают проф., д. э. н., академик РАЕН Ю. В. Яковец, вице-президент НАН Украины, академик И. Ф. Курас, директор Института экономики НАН Украины, академик И. И. Лукинов, к. э. н. Т. И. Деревянкин. Курос, Лукинов и Деревянкин относят социологическое учение Сорокина к выдающимся достижениям человеческой мысли XX столетия. Яковец считает, что XX в. можно смело назвать веком революций, эпицентром которых стала Россия.

## Значимость революций
Теория революции разрабатывалась и в марксизме. Карл Маркс называл революции «локомотивами истории». В. И. Ленин считал, что «революции — праздник угнетенных и эксплуатируемых».
Сорокин отмечал, что революции не социализируют людей, а биологизируют; не увеличивают, а сокращают все базовые свободы; не улучшают, а скорее ухудшают экономическое и культурное положение рабочего класса. Результаты достигаются непропорционально большой ценой. Страдают же не столько аристократические классы, сколько миллионы беднейших трудящихся.
Сорокин считал, что при революционном методе лечения общественных зол «расходы» слишком велики и «завоевания революции» не оправдывают их. Он пропагандирует другие пути улучшения социальной организации:
- Мирные реформы, которые не противоречат основным инстинктам человеческой природы.
- Реформы должны исходить из реальных условий.
- Перед реформой следует внимательно изучить положение дел и конкретные условия.
- Сначала следует провести реформы в малом масштабе, после получения положительного результата можно переходить к большому масштабу.
- Реформы должны проводиться правовыми и конституционными средствами[11]

В революции Сорокин видит хаос, жестокость, нивелирование ценности человека. Он предполагает, что если бы за Русской революцией наблюдали инопланетяне, то они могли бы сделать вывод, что хозяйственная деятельность на Земле ценится дороже, чем человеческая жизнь. Сорокин резко критикует тех, кто видит в революции лучшее средство борьбы с социальными недугами, он сравнивает такую позицию с предложением тушить пожар керосином.

## Причины революции
Широко известно мнение Ленина о причинах революционной ситуации:.
- Эксплуатируемые и угнетённые массы («низы») осознали невозможность жить по-старому и требуют изменения.
- Эксплуататоры («Верхи») не могут управлять по-старому.
- Обострение выше обычного нужды и бедствий угнетённых классов. Усиление революционной активности трудящихся масс.

Сорокин называет свои две причины революции:
- Ущемление базовых инстинктов у большинства населения[12]
- Дезорганизация власти и социального контроля[15].

Ущемление базовых инстинктов вынуждает человека искать выход. Из-за голода законопослушный гражданин становится вором и бандитом, работник становится попрошайкой, верующий прекращает поститься, аристократ отправляется на рынок торговать. Полное исчезновение тормозов в поведении людей может привести к распаду общества, когда человек отказывается от цивилизованного поведения и превращается в зверя, которому всё позволено — убийство, насилие, грабёж.

## Виды ущемлённых инстинктов, как первая причина революции
- Голод, как подавление пищеварительного инстинкта[17]. Голод предшествовал всем революциям, особенно голод на фоне аристократического обжорства на пирах.
- Обнищание, как подавление импульса собственности. Пролетариат в России был беден как «церковная крыса»[18]. История взгромоздила его на «кровать из гвоздей»[15]. Революционные армии чаще всего были составлены из бедняцких слоёв, которым нечего терять, но которые могут приобрести всё.
- Неудачная война и государственный терроризм, как подавление инстинкта самосохранения. Неудачные войны предшествуют революциям. Война превращает солдат в беснующиеся толпы сумасшедших. Именно это произошло с русскими солдатами в 1917 г. и с немецкими солдатами в 1918 г. Солдаты бросают фронт и с яростью набрасываются на правительство. Примеры таких революций: Парижская коммуна после франко-прусской войны, Жакерия во Франции и восстание Уота Тайлера в Англии после Столетней войны[19], Первая Смута в России после Ливонской войны,, Революция 1905—1907 годов в России после русско-японской войны, Февральская революция 1917 г. в конце 1 мировой войны,. Сказанное можно отнести и на счёт деспотических режимов, Такие режимы постоянно «беременны» революцией[20].
- Ущемление полового инстинкта на фоне распутства привилегированных классов. Призыв Парижской коммуны: «Рабочие, если вы не желаете, чтобы ваши дочери стали предметом наслаждения богачей…восстаньте!». Из-за аморального типа поведения папской курии католическую церковь стали именовать вавилонской блудницей. Чехи перед Гуситскими войнами и протестанты перед Реформацией обвиняли католических епископов в половой распущенности, в содержании целых гаремов, в превращении монастырей в бордели. Связь императрицы с Распутиным окончательно погубила царизм в России накануне февральской революции[21]
- Цензура и запрет на миграцию, как подавление импульса свободы[22].
- Сословные ограничения, как подавление инстинкта самовыражения. Они мешали людям из низов занять статус, соответствующий их талантам, поэтому прирождённый правитель, ставший простым рабочим, обернётся лидером конспиративной организации, «Цицерон» станет пропагандистом, «поэт» восславит революцию[22].

Это подлинные причины революции, а предлог может быть совершенно другим — ссора вокруг религиозных догм или созыв Генеральных штатов. Идеология определяет выбор лозунгов — «Святая земля», «Истинная вера», «Республика», «Социализм». Идеология определяет выбор популярных героев — Иисус Христос, Ян Гус, Жан-Жак Руссо, Мартин Лютер, Карл Маркс, Лев Николаевич Толстой или Карл Либкнехт. Идеология определяет выбор основной идеи — толкование Евангелия, национальная идея, теория прибавочной стоимости или капиталистическая эксплуатация. Идеология определяет выбор эмблемы — «красный фригийский колпак» (опознавательный знак французских революционеров-якобинцев), «пятиконечная звезда» (знак принадлежности к Красной армии).

## Какие социальные группы становятся в первую очередь революционными и почему?
Самыми революционными будут те сословия и социальные группы, у которых ущемляется самое большое количество базовых инстинктов и, наоборот, противниками революции будут те сословия и социальные группы, у которых полностью отсутствуют или имеется небольшое количество ущемлённых инстинктов. Поэтому большевикам оказалось легко увлечь революционными идеями солдат и рабочих, а аристократы всегда были против революции. В феврале 1917 г. за революцию было 95 % населения, а затем отдельные социальные группы с течением времени, постепенно стали выступать против эскалации революции и за наведение порядка. В 1921 г. даже крестьяне и матросы в Кронштадте восстали против большевиков. Советское правительство в этих условиях удержало власть только благодаря страшной усталости от катаклизмов гражданской войны и уступок в форме НЭПа.

## Дезорганизация власти и социального контроля, как вторая причина революции
Она означает неспособность правительства подавить смуту, устранить условия, вызывающие недовольство населения, расколоть массу на части и натравить их друг на друга по принципу «разделяй и властвуй», направить выход энергии масс в другое нереволюционное русло по принципу «открыть клапан, чтобы котёл не взорвался». Атмосфера предреволюционных эпох всегда поражает наблюдателя бессилием властей и вырождением правящих привилегированных классов. «В стране нет рулевого. Где же он? Может он уснул? Правитель утратил силу и более не поддержка нам», — таковы комментарии летописца Ипувера о слабости власти фараонов накануне египетской революции эпохи Среднего царства. Такая же обстановка была в России в 1917 г. Не было ни одного министра здравомыслящего и властного — дряхлый Горемыкин, некомпетентный Штюрмер, сумасшедший Протопопов и ненормальный Вырубов — это целая галерея бесталанных правителей и циничных карликов, это результат полного вырождения элиты. История «терпит» жестокие и хищнические правительства до тех пор, пока они умеют управлять государством, но она выносит суровый приговор бессильным и паразитическим правительствам. Вырождение элиты становится неизбежным, если она превращается в касту, когда социальные «лифты» выключены и прирождённым правителям закрыт путь наверх искусственными препятствиями на пути циркуляции в члены элиты. Талантливый самородок Сергей Юльевич Витте не раз подвергался опале.
Когда происходит революционный взрыв, то безжалостная революционная метла начисто выметает весь социальный мусор — вырожденцев из элиты. Одновременно «выскочки» из низов резко бросаются вверх по социальной лестнице через огромную щель в социальном сите селекции. Такое сито существует на каждом этаже социальной лестницы. Но на второй стадии революции новая элита воздвигает новое «сито», под защитой которого выскочки, достигшие вершин, сливаются с остатками неразложившейся аристократии, которых оставляют для передачи опыта управления людьми. Так, например, 55 % только офицеров Генерального штаба Российской империи перешли на сторону большевиков, генерал-адъютант царской армии Алексей Алексеевич Брусилов стал главным инспектором кавалерии РККА (1923), выпускник Академии Генерального Штаба РИ, граф Алексей Алексеевич Игнатьев стал видным советским дипломатом. Новое большевистское «сито» пропускало наверх только тех, кто «от станка» или «от сохи» и отбрасывало вниз всех остальных.

## Стадии революции
Сорокин подразделяет любую революцию, в том числе и русскую, на три периода.

### «Восходящий» период
Основная его задача – «разрушение, а основная деятельность – борьба и связанные с нею интриги». Он полагает, что «в этот период на первые роли неизбежно выступают энергичные люди с доминирующими разрушительными, а не созидательными импульсами; люди с узким кругозором, не умеющие и не желающие видеть те бедствия, которые происходят вследствие беспредельного разрушения, люди «одной идеи», экстремисты, неуравновешенные маньяки и фанатики с раздутым и неудовлетворенным самолюбием, полные эмоций ненависти и злобы, с одной стороны, бессердечные и равнодушные к чужим страданиям – с другой, словом, люди со слабо развитыми тормозными рефлексами, люди, вопреки обилию хороших слов, малосоциабельные».
Примерами лиц первого типа Сорокин называет Ленина, Сталина, Троцкого, Зиновьева, Лациса, Радека, Кедрова, Дзержинского и «десятки тысяч русских коммунистов, вышедших из разных слоев: из преступников, бандитов, рабочих и крестьян, промотавшихся аристократов и буржуазии, неудачливых журналистов, литераторов и интеллигентов. Значительная часть их прошла через тюрьмы и каторгу, что не могло не отразиться на их нервах, чем и объясняются те каторжные методы и тот каторжный режим, которые они ввели вместо обещанного земного рая».

### Военный период
«Так как, с другой стороны, революция – это война, то, как всякая война, она не может не выдвигать в первые ряды профессионалов этого дела. Поскольку вопросы справедливости и истины начинают решаться физической силой, поскольку «оружие критики» заменяется «критикой оружием», то рост власти военных – будут ли ими Цезарь или Август, Кромвель или Дюмурье, Ян Жижка, Прокоп, Наполеон, Монк или Врангель, Мак-Магон, Людендорф, У Пэй Фу или Чжан Цзо-линь – неизбежен. Революция, столь презрительно третирующая военщину и милитаризм, сама является их квинтэссенцией и сама готовит – неизбежно готовит – диктатуру военщины. Выдвижение на первые ряды руководителей «критики оружием» – необходимая функция всякой революции…», -- указывает Сорокин. Его список типичных «военно-революционных» лидеров таков: «…Марий, Цинна, Серторий, Антоний, Помпей, Цезарь, Август, Ян Жижка, Прокоп Большой, Кромвель, Ферфакс, Монк, Дюмурье, Наполеон, Врангель, Кавеньяк, Мак-Магон, Брусилов, Слащёв, Будённый, Тухачевский, Фрунзе, Каменев и т.д. – образцы людей второго типа, бонапартистского».  Доктор исторических наук С.Т. Минаков объясняет этот  подбор тем, что за полководцами  Римской республики (Марий, Цинна, Серторий) и Римской империи ( Антоний, Помпей, Цезарь, Август) Сорокин в угоду  Чехословакии, где впервые была опубликована его книга, включил деятелей Гуситских войн Яна Жижку и Прокопа Большого, а за ними военных диктаторов английской революции XVII в. (Кромвель, Ферфакс, Монк) и двух генералов Великой Французской – Дюмурье и Наполеона (претендента в диктаторы и диктатора).
В список военных «вождей» Русской революции с «наполеоновским потенциалом» Сорокин включил Врангеля, Брусилова, Слащёва, Буденного, Тухачевского, Фрунзе, Каменева. «Врангель оказался в одной группе с Кавеньяком и Мак-Магоном как генерал, подавлявший революцию... Функции же его в отношении революции и роль, на которую он претендовал, в сущности, те же, что и роль, скажем, Наполеона или Кромвеля – конфискация результатов революции в свою пользу. Брусилов и Слащев могут быть объединены как «красные генералы», которых... «красными» можно назвать условно: они не воевали во время Гражданской войны за советскую власть и оказались в Красной Армии уже после этой войны. Буденный – «народный генерал», «атаман». Тухачевский представляется стоящим несколько особняком: он из бывших кадровых, но младших офицеров – типичный «Бонапарт». Фрунзе – «генерал» из старых партийных подпольщиков. Каменев, скорее всего, попал в сорокинский список как главная «номенклатурная» фигура в высшем комсоставе Красной Армии. Порядок перечисления дается, возможно, по убывающей популярности».

### «Нисходящий» период
В «третий период революции» наступает разочарование в революционных идеалах, усталость масс и их потребность в прекращении разрушений, террора внутри страны и «революционных войн» за ее пределами. На смену «военно-революционным вождям» приходят лидеры «третьего типа»: «талантливые в маневрировании циники или циники-комбинаторы, циники – крупные жулики, держащие нос по ветру, хорошо чующие погоду, готовые переменить свои убеждения и взгляды в любой нужный момент, не признающие ничего святого, кроме собственного благополучия», Автор полагает, что «среди них нередко бывают талантливейшие специалисты своего дела», что обеспечивает им лидерство. «Однажды поднявшись на верхи, они остаются там навсегда. Искусно меняя свои взгляды, ловко маневрируя, обнаруживая талант в выполнении ряда функций, необходимых любой власти, эти «комбинаторы» подвергаются меньшему риску, чем представители других типов. Обычно люди этого типа вместе с военными оказываются ближайшими наследниками, а иногда и могильщиками революционных героев первого типа…».
К типичным представителям «третьего периода» революции Сорокин относит Красина, Стеклова, Некрасова, Кутлера, лидеров «сменовеховства», «живой церкви», буржуа, ставших коммунистами, и коммунистов, перекрасившиеся из красного цвета и розовый. «Все эти Гредескулы, Святловские, Елистратовы, Кирдецовы, Иорданские и тысячи других в Русской революции; Талейран, Тальен, Мерлен, Баррас, Фуше, Сийес, Камбасерес и сотни других лиц во Французской революции, десятки «перевертышей» вроде Т. Милдмея и М. Уайтокера – в Английской революции – образцы людей третьего типа».
«Как ни неприятны, быть может, люди второго и третьего типов, – делает вывод Сорокин, – всё же приходится предпочесть их людям первого типа: цинические комбинаторы, по крайней мере, умеют жить сами и дают жить другим, тогда как непримиримые революционеры-сектанты и сами не умеют жить, и не дают жить другим. Революционный и контрреволюционный фанатизм страшнее цинизма – такова горькая истина, преподносимая историей». По его логике, преемником Ленина должен был стать Красин.

### Революция и реакция
Революция имеет две стадии. На первой стадии революции происходит сумасшедший выход энергии, но человек — это не вечный двигатель, поэтому рано или поздно наступает массовая апатия и усталость. Энергичная группа или тиран могут легко захватить власть на второй стадии революции, пользуясь этой слабостью и восстановить старый порядок. Вторая стадия есть стадия «реакции» или «обуздания». Причинами, порождающими эту стадию, являются усиление голода, преступности, реквизиций, эпидемий, примитивного хаоса «войны всех против всех». Люди стоят перед дилеммой: либо погибнуть, продолжая революционный дебош, либо навести порядок любой ценой. Примеры «творцов порядка» — это Владимир Ильич Ленин, Максимилиан Робеспьер, Ян Жижка, Оливер Кромвель, Юлий Цезарь, Октавиан Август, Наполеон Бонапарт, которые умели «железным кулаком» наводить порядок после периода революций или реформ. Общество, которое не способно развиваться путём мирных реформ, вынуждено платить за революцию дань в размере значительной части своего населения. Можно сделать вывод, что мирная реформа гораздо лучше, чем социальная революция.